# Kurt Voigt (MfS-Mitarbeiter)
Kurt Voigt (* 25. Januar 1927 in Luckenau; † 2009 in Zeuthen) war ein deutscher Abteilungsleiter des Ministeriums für  Staatssicherheit (MfS) der DDR. Er leitete von 1975 bis 1988 die Abteilung Bewaffnung/Chemischer Dienst (BCD)

## Leben
Der Sohn eines Schlossers und einer Landarbeiterin absolvierte nach dem Besuch der Volksschule von 1941 bis 1944 eine Schlosserlehre. Er kam 1944 zum Reichsarbeitsdienst (RAD) und wurde noch im selben Jahr zum Kriegsdienst in die Wehrmacht eingezogen. Zum Kriegsende 1945 geriet er kurzzeitig in Kriegsgefangenschaft.
Von 1945 bis 1948 arbeitete er als Schlosser und Dreher. Im Jahr 1948 schloss er sich der SED an und trat in die Deutsche Volkspolizei (DVP) ein. Bei der VP war er ein aktiver und erfolgreicher Sportschütze, zunächst im SC Dynamo Halle im Rang eines VP-Kommissars (Leutnant), dann im SC Dynamo Berlin-Mitte. Im Juni 1959 verbesserte er den kurz zuvor in Moskau aufgestellten deutschen Rekord von 2535 auf 2551 Ringe. Er hatte damals den Rang eines Hauptmanns der VP inne.
1960 wurde er beim MfS eingestellt und Cheftrainer der Diensteinheit Kampfsport beim Wachregiment Berlin. Gleichzeitig war er von 1961 bis 1965 Trainer der DDR-Nationalmannschaft im Sportschießen. Voigt wurde 1965 zur Abteilung Waffen und Geräte (WuG) versetzt. Er wurde dort 1968 stellvertretender Abteilungsleiter und im September 1972 stellvertretender Leiter der neugeschaffenen Abteilung Bewaffnung/Chemischer Dienst (BCD). Als Nachfolger von Oberstleutnant Heinz Michael stieg er im April 1975 zum Abteilungsleiter auf, damals auch im Rang eines Oberstleutnants. Ein Studium an der Hochschule für Verkehrswesen in Dresden schloss er 1974 als Diplom-Ingenieur für Ballistik ab. 1978 wurde er zum Oberst befördert und 1984 vom Vorsitzenden des Nationalen Verteidigungsrates der DDR, Erich Honecker, zum Generalmajor ernannt. Im Januar 1988 wurde er aus dem Dienst entlassen und in die Rente verabschiedet. Sein Nachfolger wurde Oberst Erich Schwager. Voigt gehörte neben Erich Mielke, Markus Wolf, Gerhard Neiber, Joachim Büchner, Hans Carlsohn, Heinz Geyer und Karl Zukunft zum 12-köpfigen Jagdkollektiv des MfS in der Staatsjagd des Staatlichen Forstwirtschaftsbetriebes (StFB) Neuhaus.
Voigt wohnte zuletzt in Zeuthen und starb 2009 im Alter von 82 Jahren.